# Knölsippa
Knölsippa (Anemone apennina) är en ranunkelväxtart som beskrevs av Carl von Linné. Enligt Catalogue of Life ingår Knölsippa i släktet sippor och familjen ranunkelväxter, men enligt Dyntaxa är tillhörigheten istället släktet sippor och familjen ranunkelväxter. Arten förekommer tillfälligt i Sverige, men reproducerar sig inte. Inga underarter finns listade i Catalogue of Life.

## Bildgalleri

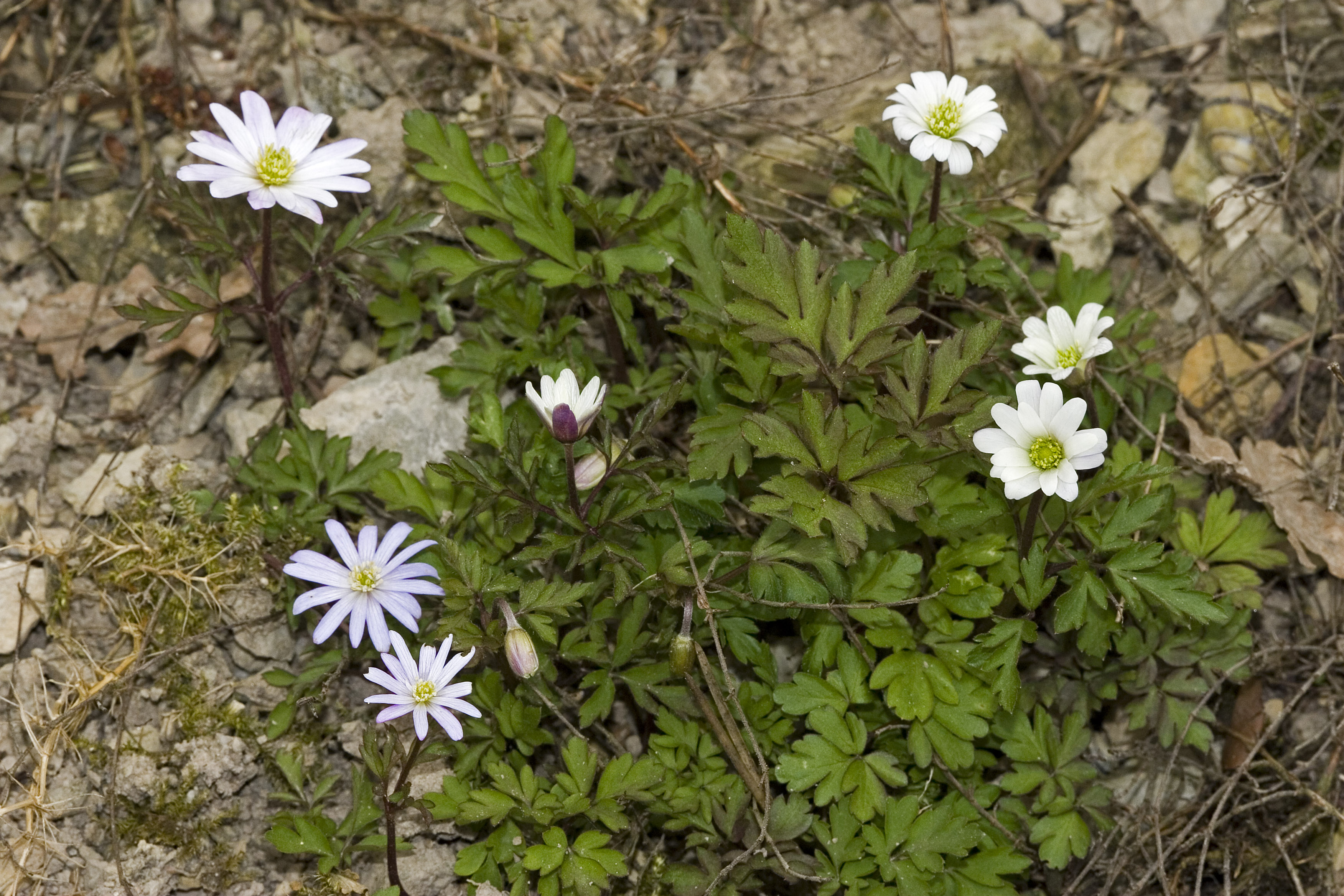
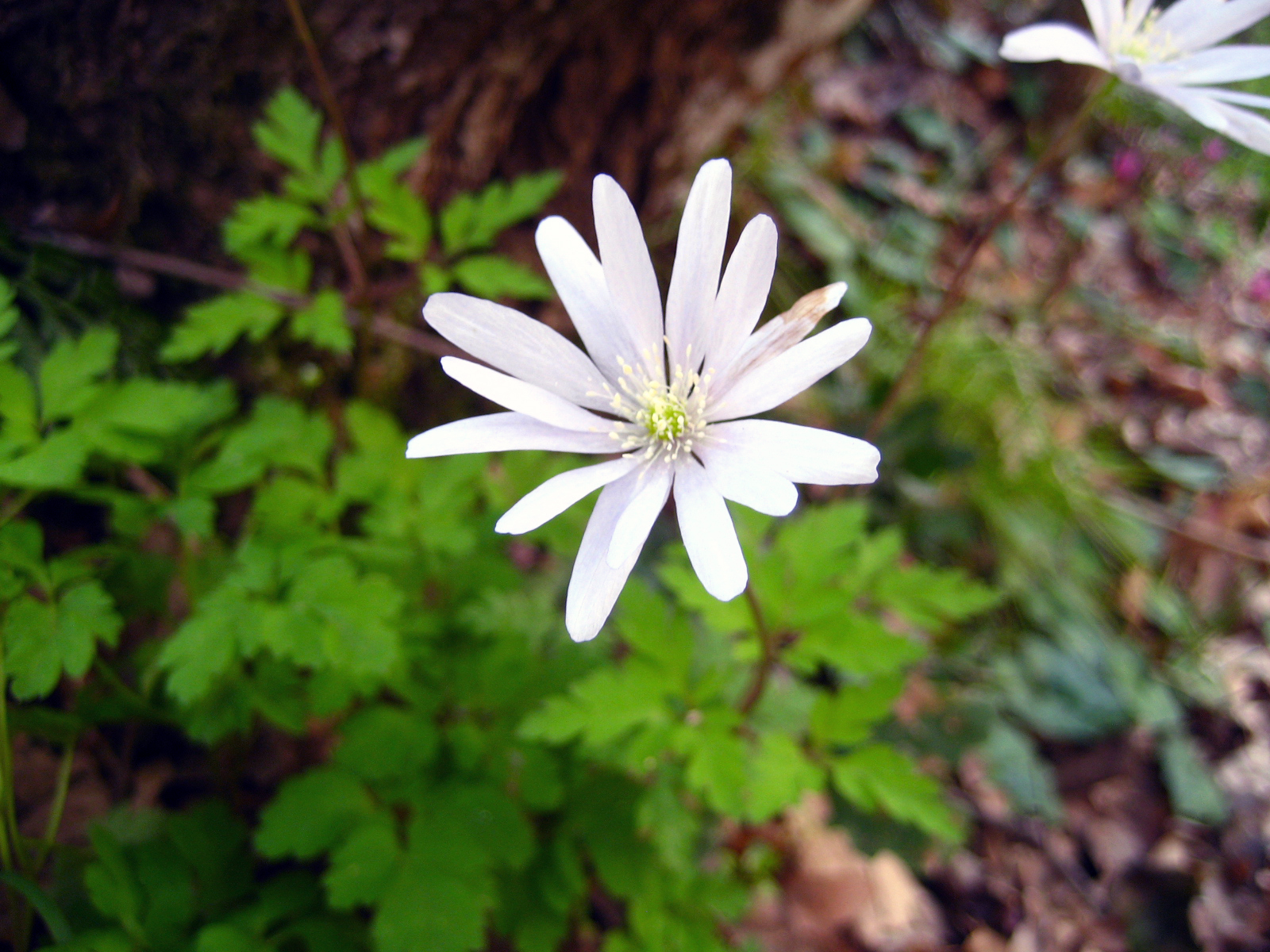
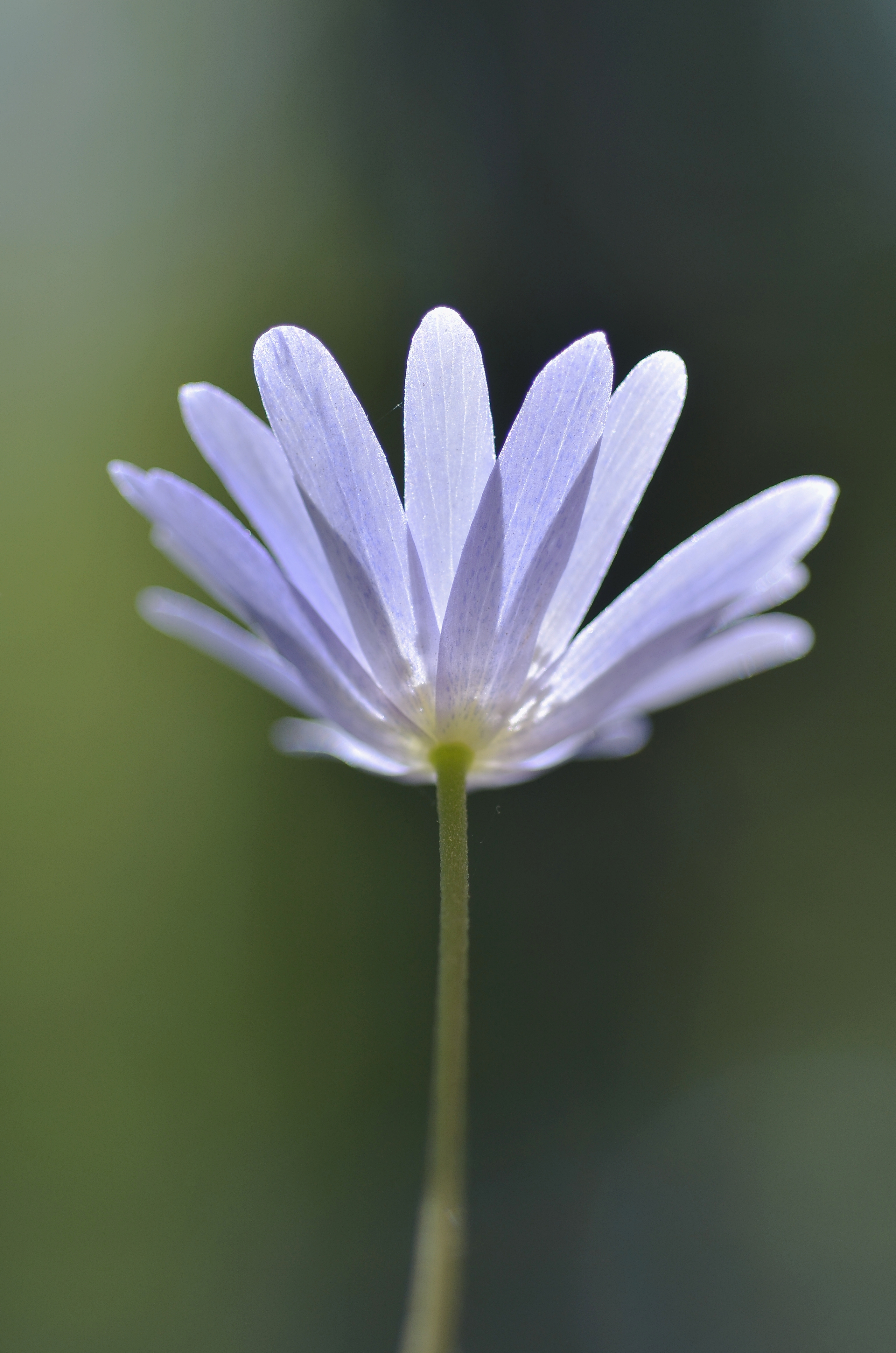
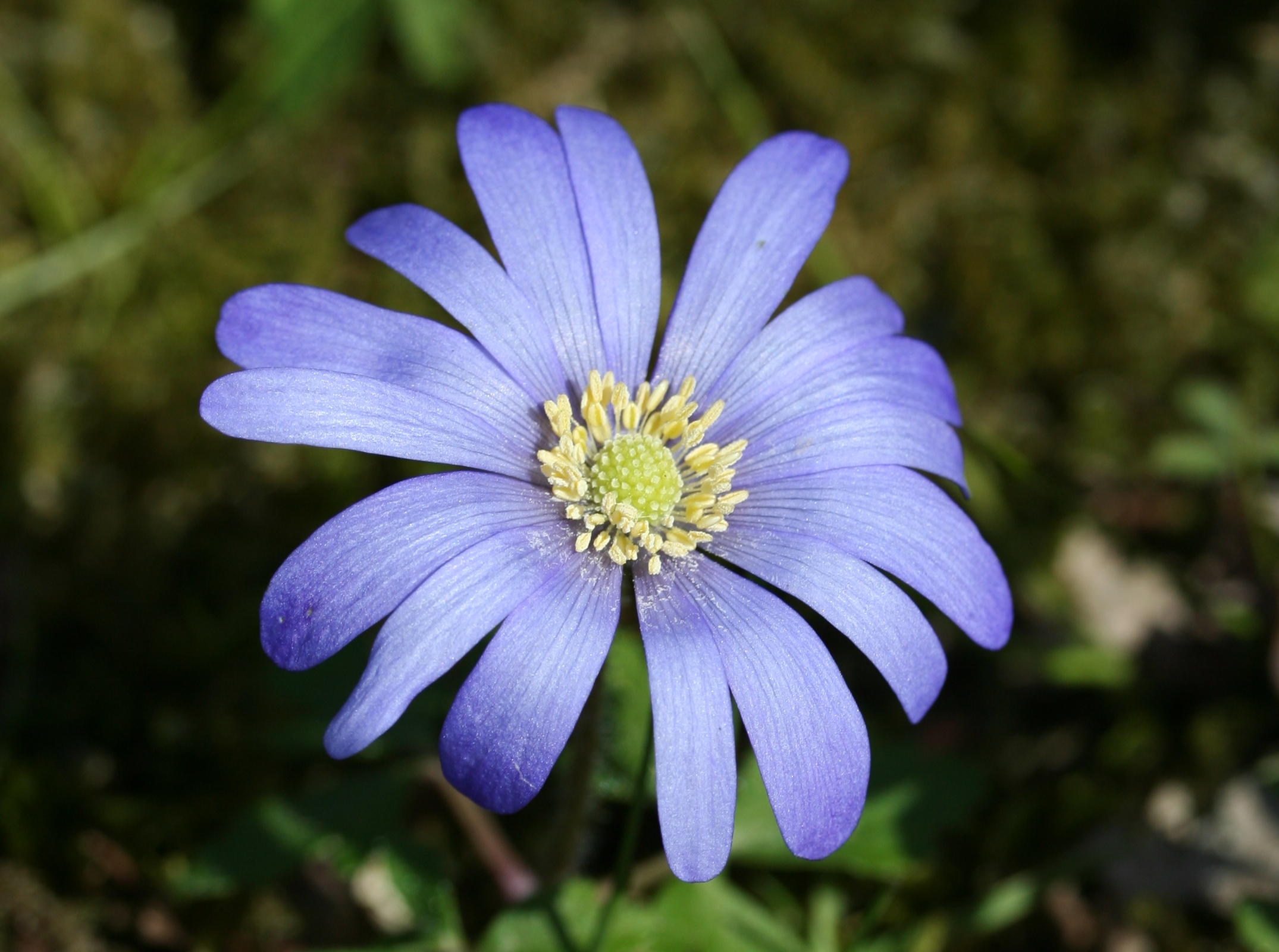
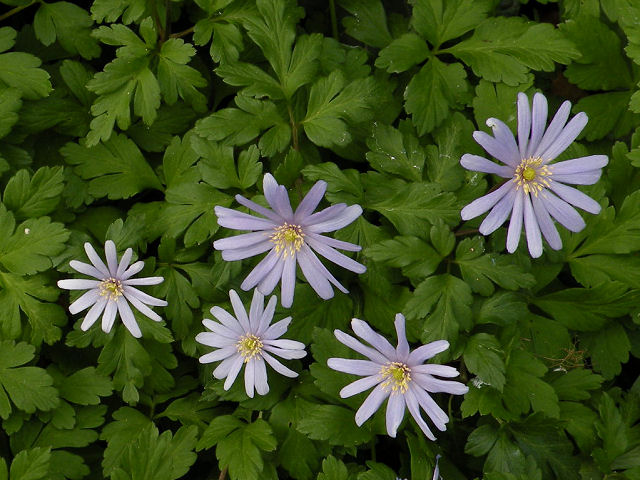
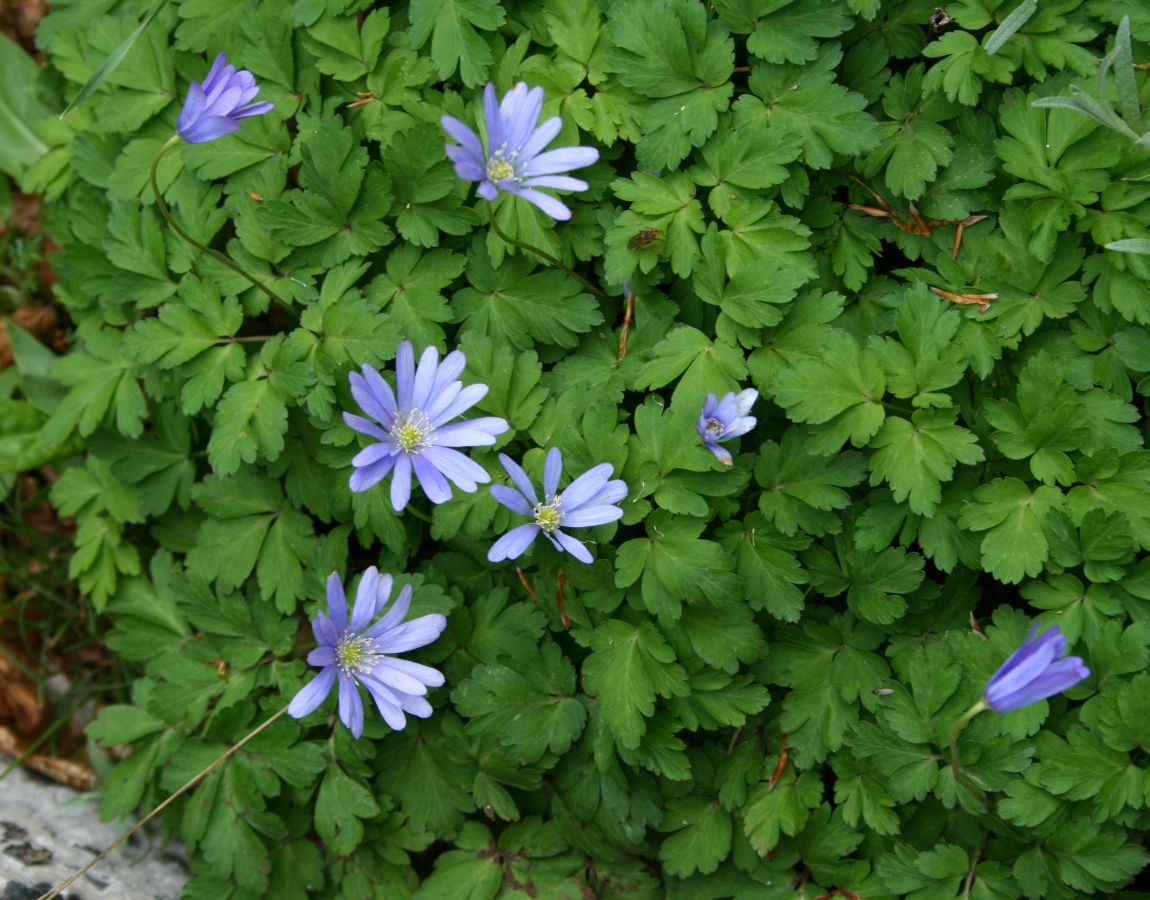